# Rie Azami
Rie Azami (jap. 薊 理絵, Azami Rie; * 11. Januar 1989 in Higashimurayama) ist eine japanische Fußballspielerin.

## Karriere

### Verein
Sie begann ihre Karriere bei Chifure AS Elfen Saitama.

### Nationalmannschaft
Azami absolvierte ihr erstes Länderspiel für die japanischen Nationalmannschaft am 26. September 2013 gegen Nigeria. Insgesamt bestritt sie zwei Länderspiele für Japan.